# 1977
1977. је била проста година.

## Догађаји

### Јануар
- 7. јануар — Настала је Повеља 77.
- 18. јануар — У авионској несрећи близу Сарајева погинуо је председник владе СФР Југославије Џемал Биједић.
- 19. јануар — Пао је снег у Мајамију, Флорида, једини пут у историји.
- 20. јануар — Џими Картер је наследио Џералда Форда на месту председника САД.

### Фебруар
- 16. фебруар — Алија Сиротановић, вишеструки ударник, добио Заставу 750 ("Фићу") на поклон у Крагујевцу.

### Март
- 4. март — У разорном земљотресу у Румунији с епицентром у источним Карпатима, погинуло око 1570 људи.
- 27. март — У најтежем удесу у историји ваздухопловства, погинула су 583 од 644 путника и члана посаде када су се два "боинга 747", холандске компаније КЛМ и америчке Пан-Ам, сударила на писти аеродрома Тенерифе на Канарским острвима.

### Април
- 7. април — Фракција црвене армије убила је немачког савезног тужиоца и његовог шофера на семафору у Карлсруеу.
- 8. април — Објављен је први албум групе The Clash.
- 22. април — Оптичко влакно је први пут употребљено за пренос телефонског саобраћаја.
- 26. април — Отворена њујоршка дискотека "Студио 54".

### Мај
- 1. мај — У пуцњави и паници на првомајском окупљању у Истанбулу, погинуле су 34 особе.
- 15. мај — Свечано отворен "Центар Сава".
- 25. мај — У САД  је одржана премијера филма Звездани ратови.

### Јун
- 5. јун — На Сејшелима присталице премијера Франца Алберта Ренеа државним ударом су сврнуле председника Џејмса Менкама и увеле просовјетски једнопартијски режим.
- 15. јун — Одржани први демократски избори у Шпанији након Франкове смрти.
- 15. јун — У Београду су одржани прелиминарни састанци земаља потписница Хелсиншког споразума из 1975.
- 18. јун — Убијен је Драгиша Кашиковић, заједно са деветогодишњом поћерком Иванком Милошевић у Чикагу, у редакцији листа „Слобода”. Избоден је оштрим предметом тачно шездесетчетири пута а поћерка Иванка са педесетчетири убода.
- 27. јун — Џибути је добио независност.

### Јул
- 5. јул — У Пакистану је извршен војни удар којим је генерал Мохамад Зија ул Хак збацио с власти премијера Зулфикара Али Бута.
- 8. јул — Чланак у албанским новинама индиректно осуђује кинеску политику — знаци раздора две земље после 17 година.
- 13. јул — Због распада електро-система, Њујорк 25 сати без струје — нереди, пљачке,

### Август
- 10. август — Ухваћен је серијски убица Давид Берковиц.
- 15. август — У Врњачкој Бањи је отворен први Фестивал филмског сценарија.
- 15. август — У склопу пројекта СЕТИ ухваћен Wow! сигнал.
- 16. август — Умро је Елвис Пресли.
- 20. август — Лансиран Војаџер 2.
- 28. август — Концерт код Хајдучке чесме (музички догађај): Бијело дугме је одржало концерт код Хајдучке чесме, на београдском Кошутњаку.

### Септембар
- 3. септембар — У продају је пуштен рачунар Commodore PET.
- 5. септембар — Лансиран Војаџер I, након кратког одлагања.
- 5. септембар — Фракција црвене армије је киднаповала председника Удружења послодаваца (убивши тројицу полицајаца и возача), и затражила ослобађање затворених другова.
- 6. септембар — У Јужној Африци, полиција је на смрт претукла Стива Бика.

### Новембар
- 22. новембар — Англо-француски путнички авион Конкорд почео редован саобраћај између Европе и Америке.

### Датум непознат
- Википедија:Непознат датум — Основана југословенска забавњачка група "Рокери с Мораву“. Групу основао Борис Бизетић, а поред њега у групи су били Звонко Миленковић, Бане Анђеловић, и Бранко Јанковић.
- Википедија:Непознат датум — Почела је масовна производња првог правог личног рачунара, Apple II.

## Рођења

### Јануар
- 1. јануар — Дона Арес, босанскохерцеговачка певачица (прем. 2017)[1]
- 1. јануар — Хасан Салихамиџић, босанскохерцеговачки фудбалер[2]
- 8. јануар — Амбер Бенсон, америчка глумица, редитељка, списатељица и продуценткиња[3]
- 9. јануар — Скуни Пен, амерички кошаркаш[4]
- 13. јануар — Орландо Блум, енглески глумац[5]
- 14. јануар — Хуан Пабло Раба, колумбијски глумац[6]
- 19. јануар — Нада Шаргин, српска глумица[7]
- 21. јануар — Фил Невил, енглески фудбалер и фудбалски тренер[8]
- 23. јануар — Вељко Петковић, српски одбојкаш[9]
- 24. јануар — Андрија Герић, српски одбојкаш[10]
- 24. јануар — Мишел Хунцикер, швајцарско-италијанска ТВ водитељка, глумица, модел и певачица[11]
- 25. јануар — Стефан Миленковић, српски виолиниста[12]
- 25. јануар — Наташа Миљковић, српска новинарка и ТВ водитељка[13]
- 26. јануар — Винс Картер, амерички кошаркаш
- 31. јануар — Кери Вошингтон, америчка глумица[14]

### Фебруар
- 2. фебруар — Шакира, колумбијска музичарка и играчица[15]
- 3. фебруар — Деди Јанки, порторикански музичар, музички продуцент и глумац[16]
- 4. фебруар — Гавин Дегро, амерички музичар[17]
- 5. фебруар — Иван Ђурђевић, српски фудбалер и фудбалски тренер[18]
- 11. фебруар — Мајк Шинода, амерички музичар и музички продуцент[19]
- 13. фебруар — Иван Дудић, српски фудбалер[20]
- 13. фебруар — Михајло Пјановић, српски фудбалер[21]
- 14. фебруар — Кадел Еванс, аустралијски бициклиста[22]
- 15. фебруар — Миленко Аћимовић, словеначки фудбалер[23]
- 19. фебруар — Ђанлука Замброта, италијански фудбалер и фудбалски тренер[24]
- 20. фебруар — Стефон Марбери, амерички кошаркаш и кошаркашки тренер[25]
- 21. фебруар — Стив Франсис, амерички кошаркаш[26]
- 24. фебруар — Флојд Мејведер мл., амерички боксер[27]
- 24. фебруар — Перица Огњеновић, српски фудбалер и фудбалски тренер[28]
- 27. фебруар — Гога Секулић, српска певачица[29]

### Март
- 2. март — Крис Мартин, енглески музичар, члан групе [30]
- 3. март — Нинослав Марјановић, српски кошаркаш[31]
- 6. март — Јоргос Карагунис, грчки фудбалер[32]
- 8. март — Џејмс ван дер Бик, амерички глумац[33]
- 10. март — Робин Тик, амерички музичар и музички продуцент[34]
- 11. март — Стефан Арсенијевић, српски редитељ[35]
- 16. март — Моника Круз, шпанска глумица и плесачица[36]
- 17. март — Тамар Бракстон, америчка музичарка и глумица[37]
- 18. март — Вили Сањол, француски фудбалер и фудбалски тренер[38]
- 24. март — Дарко Спалевић, српски фудбалер[39]
- 24. март — Џесика Частејн, америчка глумица[40]
- 26. март — Имер Алију, македонски политичар[41]

### Април
- 2. април — Мајкл Фасбендер, ирски глумац[42]
- 5. април — Јонатан Ерлих, израелски тенисер[43]
- 14. април — Кристијано Занети, италијански фудбалер и фудбалски тренер[44]
- 11. април — Римантас Каукенас, литвански кошаркаш[45]
- 13. април — Тадеј Ваљавец, словеначки бициклиста[46]
- 14. април — Миливоје Ћирковић, српски фудбалер[47]
- 14. април — Роб Макелхени, амерички глумац, редитељ, сценариста и продуцент[48]
- 14. април — Сара Мишел Гелар, америчка глумица[49]
- 15. април — Дејан Милојевић, српски кошаркаш и кошаркашки тренер (прем. 2024)[50]
- 16. април — Фредрик Јунгберг, шведски фудбалер и фудбалски тренер[51]
- 17. април — Горан Друлић, српски фудбалер[52]
- 17. април — Фредерик Магле, дански композитор, оргуљаш и пијаниста[53]
- 23. април — Кал Пен, амерички глумац и политичар[54]
- 23. април — Џон Сина, амерички рвач, глумац и репер[55]
- 24. април — Вања Милачић, српска глумица[56]

### Мај
- 7. мај — Владимир Ивић, српски фудбалер и фудбалски тренер[57]
- 8. мај — Теодорос Папалукас, грчки кошаркаш[58]
- 8. мај — Хуан Игнасио Санчез, аргентинско-шпански кошаркаш[59]
- 9. мај — Марек Јанкуловски, чешки фудбалер[60]
- 10. мај — Ник Хајдфелд, немачки аутомобилиста, возач Формуле 1[61]
- 13. мај — Саманта Мортон, енглеска глумица[62]
- 16. мај — Миливоје Витакић, српски фудбалер[63]
- 16. мај — Мелани Лински, новозеландска глумица[64]
- 17. мај — Пабло Прихиони, аргентински кошаркаш и кошаркашки тренер[65]
- 19. мај — Мануел Алмунија, шпански фудбалски голман[66]
- 22. мај — Жан-Кристоф Перо, француски бициклиста[67]
- 24. мај — Јелена Ђокић, српска глумица[68]
- 26. мај — Лука Тони, италијански фудбалер[69]
- 29. мај — Масимо Амброзини, италијански фудбалер[70]
- 29. мај — Слободан Тркуља, српски музичар[71]
- 30. мај — Сабина Вајрача, босанскохерцеговачко-америчка редитељка, сценаристкиња и продуценткиња[72]

### Јун
- 1. јун — Сара Вејн Калис, америчка глумица[73]
- 1. јун — Данијела Харис, америчка глумица и редитељка[74]
- 1. јун — Предраг Шупут, српски кошаркаш[75]
- 2. јун — Закари Квинто, амерички глумац и продуцент[76]
- 7. јун — Ивана Јордан, српска певачица[77]
- 8. јун — Канје Вест, амерички музичар, музички продуцент, модни дизајнер и предузетник[78]
- 9. јун — Предраг Стојаковић, српски кошаркаш[79]
- 12. јун — Предраг Матерић, српски кошаркаш[80]
- 20. јун — Гордан Гиричек, хрватски кошаркаш[81]
- 23. јун — Џејсон Мраз, амерички музичар[82]
- 25. јун — Фернанда Лима, бразилска глумица, модел и ТВ водитељка[83]
- 27. јун — Раул Гонзалез, шпански фудбалер[84]
- 29. јун — Зулејка Робинсон, енглеска глумица[85]

### Јул
- 1. јул — Веселин Петровић, српски кошаркаш и кошаркашки тренер
- 1. јул — Лив Тајлер, америчка глумица и модел[86]
- 5. јул — Никола Кифер, немачки тенисер[87]
- 6. јул — Макс Мирни, белоруски тенисер[88]
- 8. јул — Кристијан Абијати, италијански фудбалски голман[89]
- 8. јул — Мајло Вентимилија, амерички глумац, редитељ и продуцент[90]
- 10. јул — Чуетел Еџиофор, енглески глумац, певач, редитељ и сценариста[91]
- 13. јул — Ешли Скот, америчка глумица и модел[92]
- 17. јул — Тифани Тејлор, амерички еротски фото-модел[93]
- 18. јул — Александар Морозевич, руски шахиста
- 18. јул — Кели Рајли, енглеска глумица[94]
- 24. јул — Оливера Јевтић, српска атлетичарка (трчање на велике удаљености)[95]
- 26. јул — Ребека Сент Џејмс, аустралијска музичарка, глумица и књижевница[96]
- 27. јул — Џонатан Рис Мајерс, ирски глумац[97]
- 28. јул — Емануел Ђинобили, аргентински кошаркаш[98]
- 29. јул — Кимани Френд, јамајкански кошаркаш
- 30. јул — Бутси Торнтон, амерички кошаркаш[99]

### Август
- 2. август — Едвард Ферлонг, амерички глумац[100]
- 3. август — Том Брејди, играч америчког фудбала[101]
- 3. август — Милан Обрадовић, српски фудбалер и фудбалски тренер[102]
- 3. август — Оскар Переиро, шпански бициклиста[103]
- 5. август — Гордан Кичић, српски глумац, продуцент, сценариста, редитељ и ТВ водитељ[104]
- 12. август — Ива Мајоли, хрватска тенисерка
- 12. август — Ајс Нигрутин, српски хип хоп музичар[105]
- 17. август — Тијери Анри, француски фудбалер и фудбалски тренер[106]
- 17. август — Тарја Турунен, финска музичарка
- 19. август — Шон Стоунрук, италијанско-амерички кошаркаш[107]
- 21. август — Вељко Пауновић, српски фудбалер и фудбалски тренер
- 23. август — Јелена Розга, хрватска певачица[108]
- 24. август — Џон Грин, амерички писац, влогер и продуцент[109]
- 24. август — Денилсон, бразилски фудбалер[110]
- 24. август — Роберт Енке, немачки фудбалски голман (прем. 2009)[111]
- 27. август — Деко, бразилско-португалски фудбалер[112]
- 28. август — Тодор Гечевски, македонски кошаркаш[113]

### Септембар
- 1. септембар — Давид Албелда, шпански фудбалер[114]
- 3. септембар — Улоф Мелберг, шведски фудбалер и фудбалски тренер[115]
- 4. септембар — Ненад Миросављевић, српски фудбалер[116]
- 11. септембар — Џони Бакланд, енглески музичар, најпознатији као гитариста групе
- 11. септембар — Лудакрис, амерички хип-хоп музичар и глумац[117]
- 12. септембар — Никола Малбаша, српски фудбалер[118]
- 12. септембар — 2 Chainz, амерички хип хоп музичар[119]
- 13. септембар — Фиона Епл, америчка музичарка[120]
- 15. септембар — Катерина Мурино, италијанска глумица[121]
- 15. септембар — Џејсон Тери, амерички кошаркаш[122]
- 15. септембар — Том Харди, енглески глумац[123]
- 20. септембар — Радиша Илић, српски фудбалски голман (прем. 2025)[124]
- 25. септембар — Риналдо Ночентини, италијански бициклиста
- 27. септембар — Јово Станојевић, српски кошаркаш[125]

### Октобар
- 7. октобар — Ива Штрљић, српска глумица[126]
- 13. октобар — Антонио ди Натале, италијански фудбалер[127]
- 13. октобар — Пол Пирс, амерички кошаркаш[128]
- 14. октобар — Зоран Бановић, црногорски фудбалски голман[129]
- 15. октобар — Давид Трезеге, француски фудбалер[130]
- 16. октобар — Џон Мејер, амерички музичар и музички продуцент
- 17. октобар — Андре Вилас-Боас, португалски фудбалски тренер[131]
- 17. октобар — Биљана Топић, српска атлетичарка (троскок)[132]
- 18. октобар — Терел Макинтајер, амерички кошаркаш[133]
- 19. октобар — Џејсон Рајтман, америчко-канадски режисер, сценариста и продуцент[134]

### Новембар
- 3. новембар — Арија Ђовани, америчка порнографска глумица и модел[135]
- 6. новембар — Душан Кецман, српски кошаркаш[136]
- 10. новембар — Британи Марфи, америчка глумица и музичарка (прем. 2009)[137]
- 11. новембар — Манише, португалски фудбалер[138]
- 12. новембар — Пол Хенли, аустралијски тенисер[139]
- 16. новембар — Меги Џиленхол, америчка глумица[140]
- 21. новембар — Мајкл Батист, амерички кошаркаш и кошаркашки тренер[141]
- 22. новембар — Керем Гонлум, турски кошаркаш[142]
- 24. новембар — Давор Бобић Москри, српски хип-хоп музичар (прем. 2005)
- 25. новембар — Гиљермо Кањас, аргентински тенисер[143]
- 26. новембар — Иван Басо, италијански бициклиста[144]
- 28. новембар — Фабио Гросо, италијански фудбалер и фудбалски тренер[145]
- 30. новембар — Оливије Шенфелдер, француски уметнички клизач[146]

### Децембар
- 1. децембар — Бред Делсон, амерички музичар и музички продуцент, члан групе [147]
- 3. децембар — Адам Малиш, пољски ски скакач[148]
- 3. децембар — Ксенија Пајчин, српска певачица, плесачица и модел (прем. 2010)
- 8. децембар — Матјас Схунартс, белгијски глумац, филмски продуцент и графити уметник[149]
- 17. децембар — Арно Клеман, француски тенисер[150]
- 19. децембар — Хорхе Гарбахоса, шпански кошаркаш[151]
- 21. децембар — Емануел Макрон, француски политичар и економиста, председник Француске
- 22. децембар — Ненад Лалатовић, српски фудбалер и фудбалски тренер[152]
- 30. децембар — Саша Илић, српски фудбалер и фудбалски тренер[153]
- 30. децембар — Александар Ћирић, српски ватерполиста[154]
- 31. децембар — PSY, јужнокорејски музичар и музички продуцент[155]

## Смрти

### Јануар
- 14. јануар — Ентони Идн, британски политичар[156]
- 18. јануар — Џемал Биједић, југословенски политичар

### Јун
- 16. јун — Вернер фон Браун, немачки инжењер (* 1912)[157]

### Јул
- 2. јул — Владимир Набоков, руски књижевник (* 1899)[158]

### Август
- 3. август — Макариос III, кипарски архиепископ и председник (* 1913)
- 16. август — Елвис Пресли, амерички музичар (* 1935)[159]

### Септембар
- 16. септембар — Марија Калас оперска дива (* 1923)[160]

### Новембар
- 18. новембар — Курт фон Шушниг, аустријски политичар (* 1897)
- 30. новембар — Милош Црњански, српски књижевник (* 1893)[161]

### Децембар
- 5. децембар — Александар Васиљевски, маршал Совјетског Савеза (* 1895)
- 25. децембар — Чарли Чаплин, енглески глумац[162]

## Нобелове награде
- Физика — Филип Ворен Андерсон, Сер Невил Франсис Мот и Џон Хазбрук ван Влек
- Хемија — Иља Пригогин
- Медицина — Роже Гијмен, Ендру В. Шали и Розалин Јалоу
- Књижевност — Висенте Алеисандре
- Мир — Амнести интернашонал (УК)
- Економија — Бертил Улин (Шведска), Џејмс Мид (УК)